# Pechenihy (huyện)
Huyện Pechenihy (tiếng Ukraina: Печенізький район, chuyển tự: Pechenihys'kyi raion) là một huyện của tỉnh Kharkiv thuộc Ukraina. Huyện Pechenihy có diện tích 467 kilômét vuông, dân số theo điều tra dân số ngày 5 tháng 12 năm 2001 là 11824 người với mật độ 25 người/km2. Trung tâm huyện nằm ở Pechenihy.